# Alticus
Alticus es un género de peces de la familia Blenniidae en el orden de los Perciformes.

## Especies
Existen las siguientes especies en este género:
- Alticus anjouanae (Fourmanoir, 1955)
- Alticus arnoldorum (Curtiss, 1938)
- Alticus kirkii (Günther, 1868)
- Alticus magnusi (Klausewitz, 1964)
- Alticus monochrus (Bleeker, 1869)
- Alticus montanoi (Sauvage, 1880)
- Alticus saliens (Forster, 1788)
- Alticus sertatus (Garman, 1903)
- Alticus simplicirrus (Smith-Vaniz & Springer, 1971)